# Cerro Verde (Hidalgo)
Cerro Verde es una localidad de México perteneciente al municipio de Cuautepec de Hinojosa en el estado de Hidalgo.

## Geografía
A la localidad le corresponden las coordenadas geográficas 20° 3’ 13.256” de latitud norte y 98° 17’ 56.936” de longitud oeste, con una altitud de 2245 m s. n. m. Se encuentra a una distancia aproximada de 3.35 kilómetros al noroeste de la cabecera municipal, Cuautepec de Hinojosa.
En cuanto a fisiografía se encuentra dentro de las provincia del Eje Neovolcánico, dentro de la subprovincia de Lagos y Volcanes de Anáhuac; su terreno es de llanura y lomerío. En lo que respecta a la hidrografía se encuentra posicionado en la región del río Panuco, dentro de la cuenca del río Moctezuma, en la subcuenca del río Metztitlán. Cuenta con un clima templado subhúmedo con lluvias en verano, de humedad media.

## Demografía
En 2020 registró una población de 1141 personas, lo que corresponde al 1.89 % de la población municipal. De los cuales 555 son hombres y 586 son mujeres. Tiene 296 viviendas particulares habitadas.
| Gráfica de evolución demográfica de Cerro Verde entre 1930 y 2020                            |
|                                                                                              |
| Población de los censos y conteos del Instituto Nacional de Estadística y Geografía (INEGI). |

## Economía
La localidad tiene un grado de marginación alto y un grado de rezago medio.